# Ziziphus cambodiana
Ziziphus cambodiana är en brakvedsväxtart som beskrevs av Jean Baptiste Louis Pierre. Ziziphus cambodiana ingår i släktet Ziziphus och familjen brakvedsväxter. Inga underarter finns listade i Catalogue of Life.